# The Very Best of Deep Purple
The Very Best of Deep Purple album je najvećih hitova britanskog hard rock-sastava Deep Purple, koji 2000. godine objavljuje diskografska kuća Rhino Records.
Ova kompilacija s najvećim Purpleovim hitovima sadrži skladbe koje su izvodile postave MK I', MK II i MK III

## Popis pjesama
Sve pjesme napisali su Blackmore/Gillan/Glover/Paice/Lord, osim gdje je drugačije naznačeno.
1. "Hush" (South)
2. "Kentucky Woman" [Singl Verzija] (Diamond)
3. "Black Night"
4. "Speed King" [SAD album verzija]
5. "Child in Time"
6. "Strange Kind of Woman"
7. "Fireball"
8. "Demon's Eye"
9. "Highway Star"
10. "Smoke on the Water"
11. "Space Truckin'"
12. "Woman from Tokyo"
13. "Burn" (Blackmore/Coverdale/Paice/Lord)
14. "Stormbringer" (Blackmore/Coverdale)
15. "Knocking at Your Back Door" (Blackmore/Gillan/Glover)

## Izvođači
- Ritchie Blackmore - Gitara
- Ian Paice - Bubnjevi
- Jon Lord - Klavijature
- Rod Evans - Vokal na skladbama 1-2
- Nick Simper - Bas gitara na skladbama 1-2
- David Coverdale - Vokal na skladbama 13-14
- Glenn Hughes - Bas gitara, vokal na skladbama 13-14
- Ian Gillan - Vokal
- Roger Glover - Bas gitara